# قائمة رؤساء مدينة دسوق

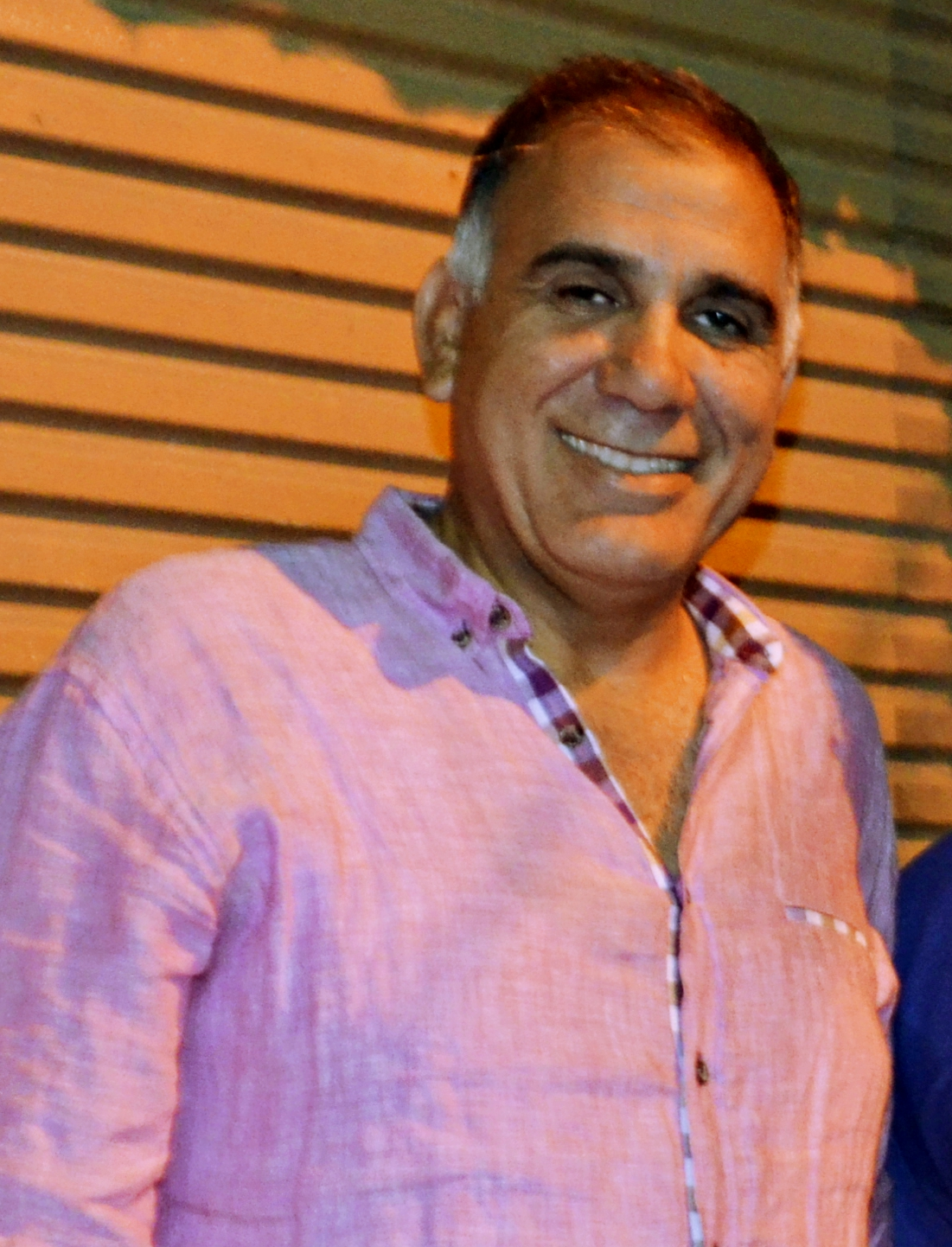
أحمد بسيوني محمد زيد، رئيس دسوق الأسبق.

قائمة رؤساء مدينة دسوق منذ عام 1841.
| الرئيس                  | الفترة                         | المحافظ                              | ملاحظات |
| ----------------------- | ------------------------------ | ------------------------------------ | --- |
| علاء محمد يوسف          | 22 يناير 2023 - الآن           | جمال نور الدين                       | - تعيين بقرار وزير التنمية المحلية رقم 57 بتاريخ 17 يناير 2023. - قرار محافظ كفر الشيخ رقم 114 بتاريخ 18 يناير 2023. |
| السيد عبد الستار مبروك  | 12 يوليو 2021 - 21 يناير 2023  | جمال نور الدين                       | تكليف بتسيير الأعمال.                                                                                                |
| عايدة عطية ماضي         | 22 سبتمبر 2020 - 11 يوليو 2021 | جمال نور الدين                       | - تعين بقرار محافظ كفر الشيخ - نُقلت للعمل بديوان عام المحافظة لتعمل بمنصب سكرتير عام مساعد لمحافظ كفر الشيخ.         |
| حسين لبيب عطية          | 23 يونيو 2020 - 21 سبتمبر 2020 | جمال نور الدين                       | - تعين بقرار وزير التنمية المحلية. - نُقل للعمل بوزارة التنمية المحلية بالقاهرة.                                      |
| خالد حسن مرسي حسن       | 2 سبتمبر 2018 - 22 يونيو 2020  | إسماعيل عبد الحميد طه جمال نور الدين | [ 3 ] |
| حمدي محمود محمود الحشاش | 2017 - 2 سبتمبر 2018           | السيد نصر                            | |
| أسامة كامل              | 8 ديسمبر 2016 - 2017           | السيد نصر                            | بالوكالة |
| أحمد بسيوني محمد زيد    | 4 سبتمبر 2013 - 12 نوفمبر 2016 | محمد عزت عجوة السيد نصر              | ترقية ونقل للعمل رئيس حي أول العامرية بمحافظة الإسكندرية.                                                            |
| سمير محمد السيد سلّام    | 14 مارس 2013 - 4 سبتمبر 2013   | محمد عزت عجوة                        | |
| سمير غباشي              | 14 نوفمبر 2012 - 14 مارس 2013  |                                      | اُقيل من منصبه |
| إبراهيم عياد            | - 14 مارس 2013                 |                                      | اُقيل من منصبه |
| بهاء فتح الله المحيص    |                                |                                      | حاكم عسكري مؤقت |
| محمود زغلول سالم        | 16 مارس 2011 -                 |                                      | بالوكالة |
| عبد الناصر علي الدمياطي | 2007 - 16 مارس 2011            | أحمد زكي عابدين                      | اُقيل من منصبه |
| محمد فؤاد سلطان         | - 2007                         |                                      | |